# Крючок (озеро)
Крючок (укр. Крючок) — озеро (старица), расположенное на территории Корюковского района (Черниговская область). Площадь — 0,6 км². Тип общей минерализации — пресное. Происхождение — речное (пойменное). Группа гидрологического режима — сточное.

## География
Длина — более 3 км. Ширина наибольшая — 0,2 км. Глубина наибольшая — 6 м. Озеро используется для рыболовства. Озеро образовалось вследствие русловых процессов (изменения меандрированного русла) реки Десна.
Расположено на левом берегу Десны, в 2 км южнее села Максаки. Озерная котловина имеет С-образную (подковообразную) форму. Берега возвышенные, укрыты луговой растительностью, в северной части — дубовым лесом.
Водоём у берега зарастает прибрежной растительностью (тростник обыкновенный), а водное зеркало — водной (манник большой, кубышка жёлтая, виды родов схеноплектус, многокоренник, рдест, элодея). 
Питание: путём водообмена с Десной, с которой сообщается протокой. Летом пересыхает. Температура воды летом +18,5° на глубине 0,5 м от поверхности, +9° — на глубине 0,5 м от дна. Зимой замерзает. Прозрачность воды до 1 м. Дно устлано илистыми и частично илисто-песчаными донными отложениями.

## Природа
Водятся карась, линь, щука, окунь, плотва и прочие. Прибрежная зона служит местом гнездования камышовки, обыкновенного зимородка.